# John Boulting
John Boulting (* 21. November 1913 in Bray, Berkshire; † 17. Juni 1985 in Sunningdale) war ein britischer Filmproduzent, Drehbuchautor und Filmregisseur.

## Leben und Wirken
John Boulting, Zwillingsbruder von Roy Boulting verband mit diesem eine über drei Jahrzehnte währende enge Zusammenarbeit. Zusammen gründeten die Brüder im Jahr 1937 eine Produktionsgesellschaft, die zunächst kürzere Filme herstellte. Nach dem Zweiten Weltkrieg entstanden in wechselnder Zusammenarbeit (meist zeichnete einer der beiden für die Produktion verantwortlich, der andere für die Regie) Filme ganz unterschiedlichen Inhalts, wobei im Laufe der Jahre Filmkomödien einen stärkeren Raum einnahmen. Bei etlichen Filmen war Boulting als Co-Autor auch am Drehbuch beteiligt.
Für das Drehbuch zum 1959 entstandenen Film Junger Mann aus gutem Haus wurde Boulting im folgenden Jahr mit dem BAFTA in der Kategorie Bestes britisches Drehbuch ausgezeichnet. Bereits 1957 war er für diesen Preis nominiert gewesen.
Im Jahre 1950 wurde er zusammen mit seinem Bruder für den Film Eine Stadt hält den Atem an für den Goldenen Löwen auf dem Filmfest von Venedig nominiert.

## Filmografie (Auswahl)
Regie
- 1948: Brighton Rock
- 1950: Eine Stadt hält den Atem an (Seven Days to Noon)
- 1951: Der wunderbare Flimmerkasten (The Magic Box)
- 1956: Der beste Mann beim Militär (Private’s Progress) – auch Drehbuch
- 1957: Volltreffer ins Glück (Lucky Jim)
- 1959: Junger Mann aus gutem Haus (I’m All right, Jack) – auch Drehbuch
- 1963: Heavens Above – auch Drehbuch
- 1966: Honigmond 67 (The Family Way) – auch Produktion

Produktion
- 1955: Josephine und die Männer (Josephine and Men)
- 1958: Ausgerechnet Charlie Brown (Carlton-Browne of the F. O.)
- 1968: Teufelskreis Y (Twisted Nerve)
- 1970: Ein Mädchen in der Suppe (There is a Girl in my Soup)
- 1973: Weiche Betten, harte Schlachten (Soft Beds, hard battles) – auch Drehbuch